# Jauja (distrikt)

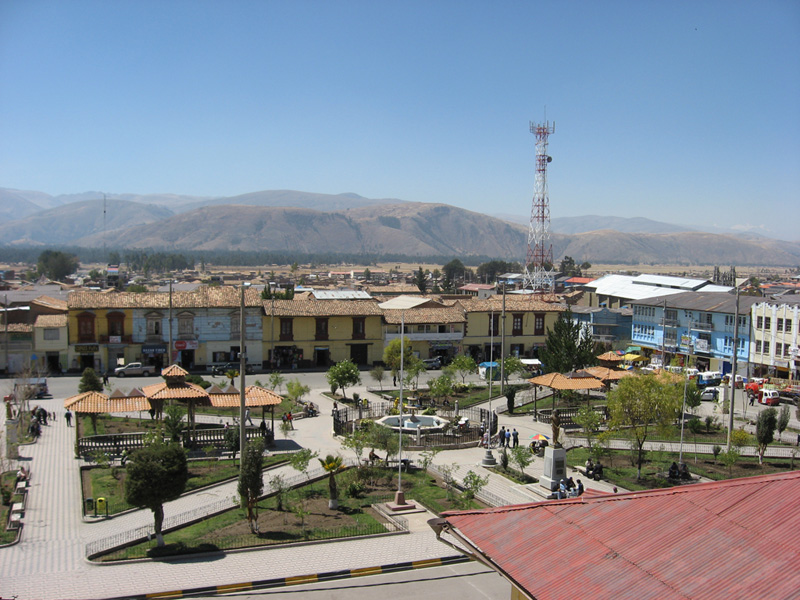
Plaza de Armas i Jauja, huvudort i distriktet med samma namn.

Distriktet Jauja är ett av de trettiofyra distrikt som utgör provinsen Jauja, i departementet Junín, Peru.
Dess tillkomst är från tiden för Perus bildande och på dess territorium ligger staden Jauja, som var den första huvudstaden i Peru, och grundades av Francisco Pizarro. 
Distriktet har en yta på 10,10 km² och en befolkning på cirka 22 000.